# Kevin Gutiérrez
 Kevin Rusell Gutiérrez González (San Fernando, Chiapas, 1 de marzo de 1995) es un futbolista mexicano, juega como Mediocampista y su actual equipo es el San José Fútbol Club de la Liga de Balompié Mexicano.

## Selección nacional

### Sub-20
Campeonato Sub-20
El 25 de diciembre del 2014, Gutiérrez fue incluido en la lista definitiva de los 20 jugadores que jugaron el Campeonato Sub-20 2015, con sede en Jamaica.
Debutó el 10 de enero del 2015 en el Campeonato sub-20 2015 jugando los 90 minutos en la victoria 9-1 ante Cuba.
Mundial Sub-20
El 8 de mayo del 2015 Gutiérrez fue uno de los 21 convocados por el técnico Sergio Almaguer para jugar el Mundial Sub-20 2015, con sede en Nueva Zelanda.
Debutó el 31 de mayo del 2015 en el Mundial sub-20 2015 jugando los 90' minutos en la derrota 2-0 ante Malí.

#### Sub-22
Preolímpico Concacaf 2015
El 25 de agosto del 2015 Gutiérrez fue convocado por Raúl Gutiérrez para representar a la Sub-22 en el Preolímpico de 2015.
El 2 de octubre del 2015 Gutiérrez debutó en el Preolímpico de 2015 saliendo al minuto 65' por Erick Aguirre en la victoria 4-0 ante Costa Rica.

### Sub-23
Esperanzas de Toulon
El 9 de mayo del 2016, Gutiérrez fue incluido en la lista definitiva de los 20 jugadores que jugarán el Esperanzas de Toulon, con sede en Francia.
El 18 de mayo del 2016, Kevin Gutiérrez debutó en el Torneo Esperanzas de Toulon 2016 jugando los 90' minutos en la derrota 3-1 ante Francia.

### Participaciones en selección nacional
| Copa                                | Categoría                           | Sede                                | Resultado                           | Partidos | Goles |
| ----------------------------------- | ----------------------------------- | ----------------------------------- | ----------------------------------- | -------- | ----- |
| Campeonato Sub-20 2015              | Sub-20                              | Jamaica                             | Campeón                             | 5        | 0     |
| Mundial Sub-20 de 2015              | Sub-20                              | Nueva Zelanda                       | Primera fase                        | 3        | 1     |
| Esperanzas de Toulon 2016           | Sub-23                              | Francia                             | Primera fase                        | 2        | 0     |
| Total parcial en selección nacional | Total parcial en selección nacional | Total parcial en selección nacional | Total parcial en selección nacional | 10       | 1     |

## Clubes
| Club                 | País   | Año         |
| -------------------- | ------ | ----------- |
| Chiapas F.C.         | México | 2012 - 2013 |
| Querétaro F.C.       | México | 2013 - 2015 |
| Club Tijuana         | México | 2016        |
| Querétaro F.C.       | México | 2017        |
| Dorados de Sinaloa   | México | 2017 - 2018 |
| F.C. Juárez          | México | 2018 - 2020 |
| San José Fútbol Club | México | 2020        |
| Coras Fútbol Club    | México | 2022        |

### Estadísticas
| Club                                                                          | Div           | Temporada     | Liga  | Liga  | Liga   | Copas nacionales(1) | Copas nacionales(1) | Copas nacionales(1) | Torneos internacionales(2) | Torneos internacionales(2) | Torneos internacionales(2) | Total | Total | Total  | Media goleadora |
| Club                                                                          | Div           | Temporada     | Part. | Goles | Asist. | Part.               | Goles               | Asist.              | Part.                      | Goles                      | Asist.                     | Part. | Goles | Asist. | Media goleadora |
| ----------------------------------------------------------------------------- | ------------- | ------------- | ----- | ----- | ------ | ------------------- | ------------------- | ------------------- | -------------------------- | -------------------------- | -------------------------- | ----- | ----- | ------ | --------------- |
| Chiapas F.C. México                                                           |               |               |       |       |        |                     |                     |                     |                            |                            |                            |       |       |        |                 |
| 1.ª                                                                           | 2012-13       | 2             | 0     | 0     | 6      | 0                   | 0                   | 0                   | 0                          | 0                          | 8                          | 0     | 0     | 0,0    |                 |
| Total club                                                                    | Total club    | 2             | 0     | 0     | 6      | 0                   | 0                   | 0                   | 0                          | 0                          | 8                          | 0     | 0     | 0,0    |                 |
| Querétaro F.C. México                                                         |               |               |       |       |        |                     |                     |                     |                            |                            |                            |       |       |        |                 |
| 1.ª                                                                           | 2013-14       | 0             | 0     | 0     | 2      | 0                   | 0                   | 0                   | 0                          | 0                          | 2                          | 0     | 0     | 0,0    |                 |
| 1.ª                                                                           | 2014-15       | 2             | 1     | 0     | 2      | 0                   | 0                   | 0                   | 0                          | 0                          | 4                          | 1     | 0     | 0,0    |                 |
| 1.ª                                                                           | 2015          | 1             | 0     | 0     | 0      | 0                   | 0                   | 3                   | 1                          | 1                          | 4                          | 1     | 1     | 0,0    |                 |
| Total club                                                                    | Total club    | 3             | 1     | 0     | 4      | 0                   | 0                   | 3                   | 1                          | 0                          | 10                         | 2     | 0     | 0,10   |                 |
| Tijuana México                                                                |               |               |       |       |        |                     |                     |                     |                            |                            |                            |       |       |        |                 |
| 1.ª                                                                           | C-2016        | 12            | 2     | 1     | 5      | 1                   | 0                   | 0                   | 0                          | 0                          | 17                         | 3     | 1     | 0,0    |                 |
| 1.ª                                                                           | A-2016        | 15            | 0     | 0     | 4      | 0                   | 0                   | 0                   | 0                          | 0                          | 19                         | 0     | 0     | 0,0    |                 |
| Total club                                                                    | Total club    | 27            | 2     | 1     | 9      | 1                   | 0                   | 0                   | 0                          | 0                          | 36                         | 3     | 1     | 0,08   |                 |
| Querétaro F.C. México                                                         |               |               |       |       |        |                     |                     |                     |                            |                            |                            |       |       |        |                 |
| 1.ª                                                                           | C-2017        | 8             | 0     | 0     | 4      | 1                   | 0                   | 0                   | 0                          | 0                          | 12                         | 1     | 0     | 0,08   |                 |
| Total club                                                                    | Total club    | 8             | 0     | 0     | 4      | 1                   | 0                   | 0                   | 0                          | 0                          | 12                         | 1     | 0     | 0,08   |                 |
| Dorados de Sinaloa México                                                     |               |               |       |       |        |                     |                     |                     |                            |                            |                            |       |       |        |                 |
| 2.ª                                                                           | A-2017        | 13            | 0     | 0     | 0      | 0                   | 0                   | 0                   | 0                          | 0                          | 13                         | 0     | 0     | 0,00   |                 |
| 2.ª                                                                           | C-2018        | 10            | 1     | 0     | 4      | 0                   | 0                   | 0                   | 0                          | 0                          | 14                         | 1     | 0     | 0,07   |                 |
| Total club                                                                    | Total club    | 23            | 1     | 0     | 4      | 0                   | 0                   | 0                   | 0                          | 0                          | 27                         | 1     | 0     | 0,03   |                 |
| F. C. Juárez México                                                           |               |               |       |       |        |                     |                     |                     |                            |                            |                            |       |       |        |                 |
| 2.ª                                                                           | A-2018        | 8             | 0     | 0     | 3      | 0                   | 0                   | 0                   | 0                          | 0                          | 11                         | 0     | 0     | 0,00   |                 |
| 2.ª                                                                           | C-2019        | 11            | 1     | 0     | 3      | 0                   | 0                   | 0                   | 0                          | 0                          | 14                         | 1     | 0     | 0,07   |                 |
| Total club                                                                    | Total club    | 19            | 1     | 0     | 6      | 0                   | 0                   | 0                   | 0                          | 0                          | 25                         | 1     | 0     | 0,04   |                 |
| Total carrera                                                                 | Total carrera | Total carrera | 82    | 5     | 1      | 33                  | 2                   | 0                   | 3                          | 1                          | 1                          | 118   | 8     | 2      | 0,06            |
| (1)Incluye datos de la Copa MX (2)Incluye datos de la Concacaf Liga Campeones |               |               |       |       |        |                     |                     |                     |                            |                            |                            |       |       |        |                 |